# Villa Loos

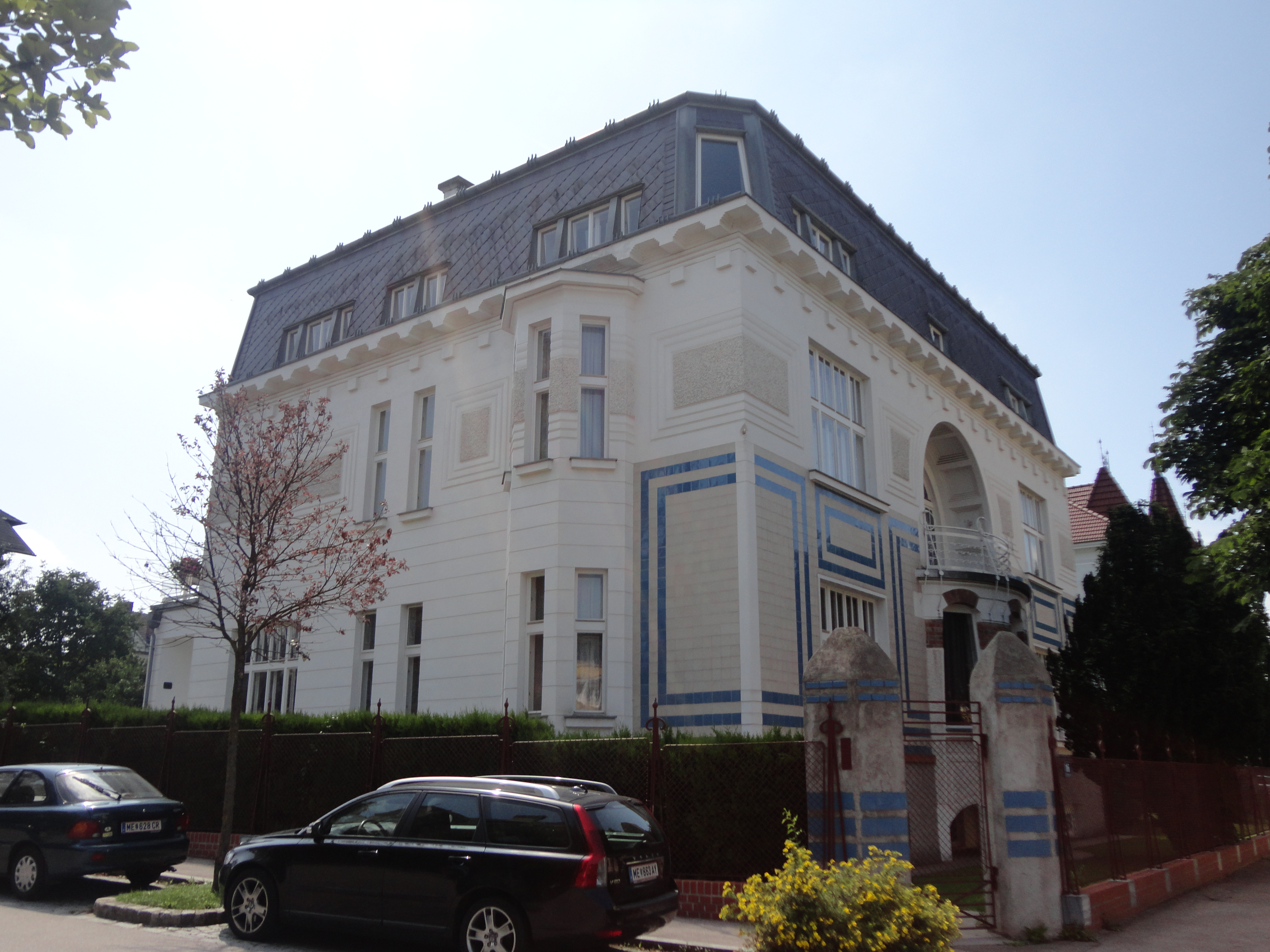
Villa Loos

Die Villa Loos ist eine Jugendstil-Villa im gründerzeitlichen Villenviertel rund um die Abt-Karl-Straße in Melk (Adresse: Abt-Karl-Straße 16). Sie wurde durch Josef Plecnik im Jahr 1901 im Auftrag des Notars Hans Loos von Losimfeldt errichtet. Der Bau ist eine klare Absage an den Historismus, die Fassade ist mit schlichten Elementen in unterschiedliche Materialien und Materialeffekte gegliedert. Diese Fassadenelemente umfassen Glattputz, Rauputz, glasierte Keramikfliesen (in Blau und Beige), Ziegel und Eternit-Platten.
Die Villa steht unter Denkmalschutz.